# Stade Presidente Vargas
Le Stade Presidente Vargas (en portugais : Estádio Presidente Vargas), également connu sous le nom de Stade municipal Presidente Getúlio Vargas (en portugais : Estádio Municipal Presidente Getúlio Vargas) et surnommé le PV, est un stade de football brésilien situé à Benfica, quartier de la ville de Fortaleza, dans l'État du Ceará.
Le stade, doté de 20 600 places et inauguré en 1941, sert d'enceinte à domicile aux équipes de football de l'América Football Club, de l'Associação Esportiva Tiradentes.
Le stade porte le nom de Getúlio Vargas, homme politique et ancien président du Brésil entre 1951 et 1954.

## Histoire
Le stade ouvre ses portes en 1941. Il est inauguré le 21 septembre 1941 lors d'une victoire 1-0 des locaux du Ferroviário AC sur le Tramways SC (le premier but officiel au stade étant inscrit par Chinês, joueur du Ferroviário).
Le stade reste la plus grande installation sportive de la ville jusqu'en 1973, date de l'inauguration du Castelão.
Le record d'affluence au stade est de 38 515 spectateurs lors d'un match nul 1-1 entre le Ferroviário AC et le Ceará SC le 7 mai 1989.

## Galerie

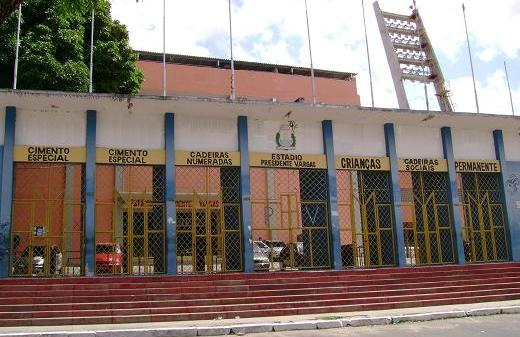
Extérieur du stade
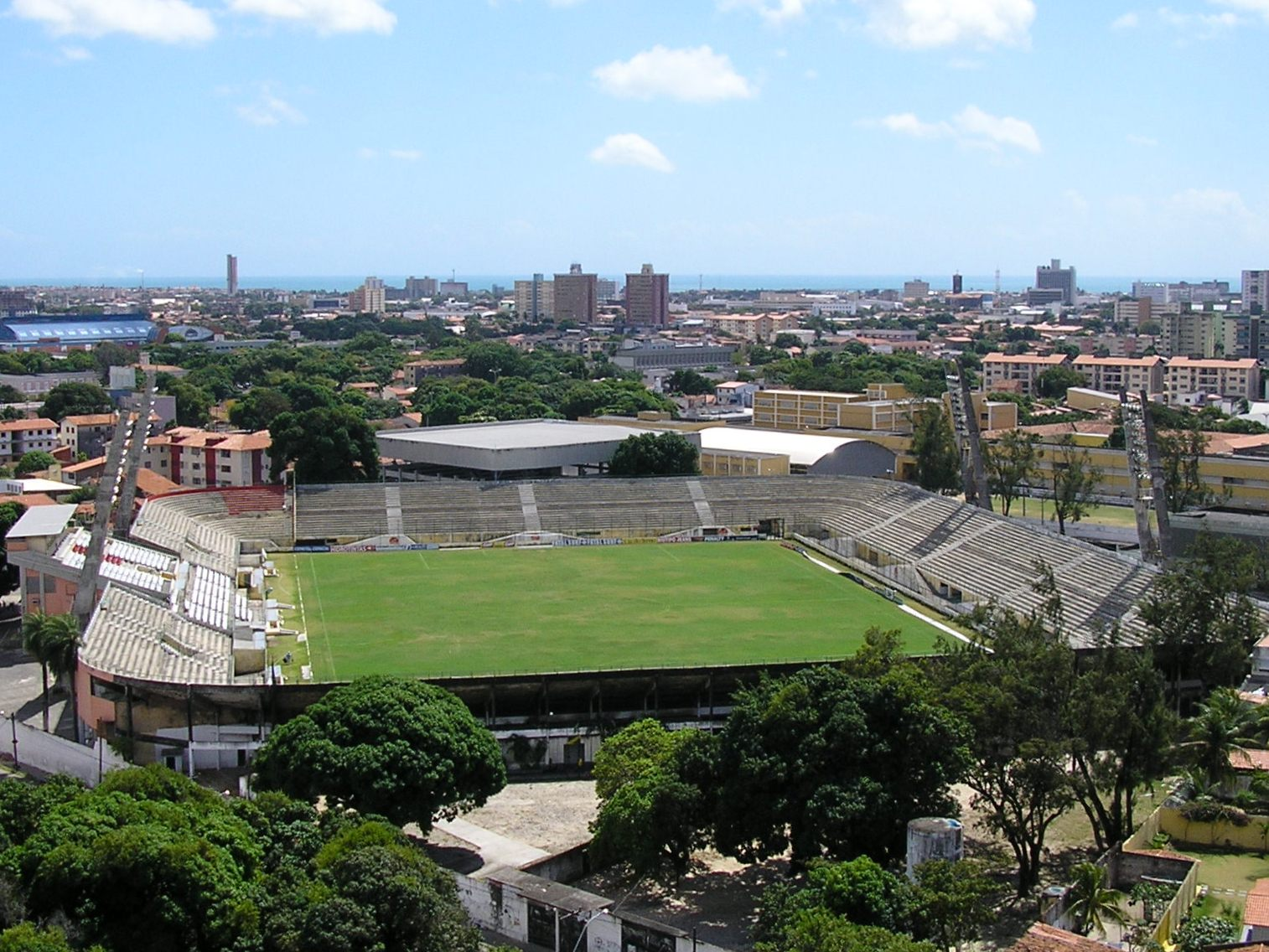
Vue aérienne du stade
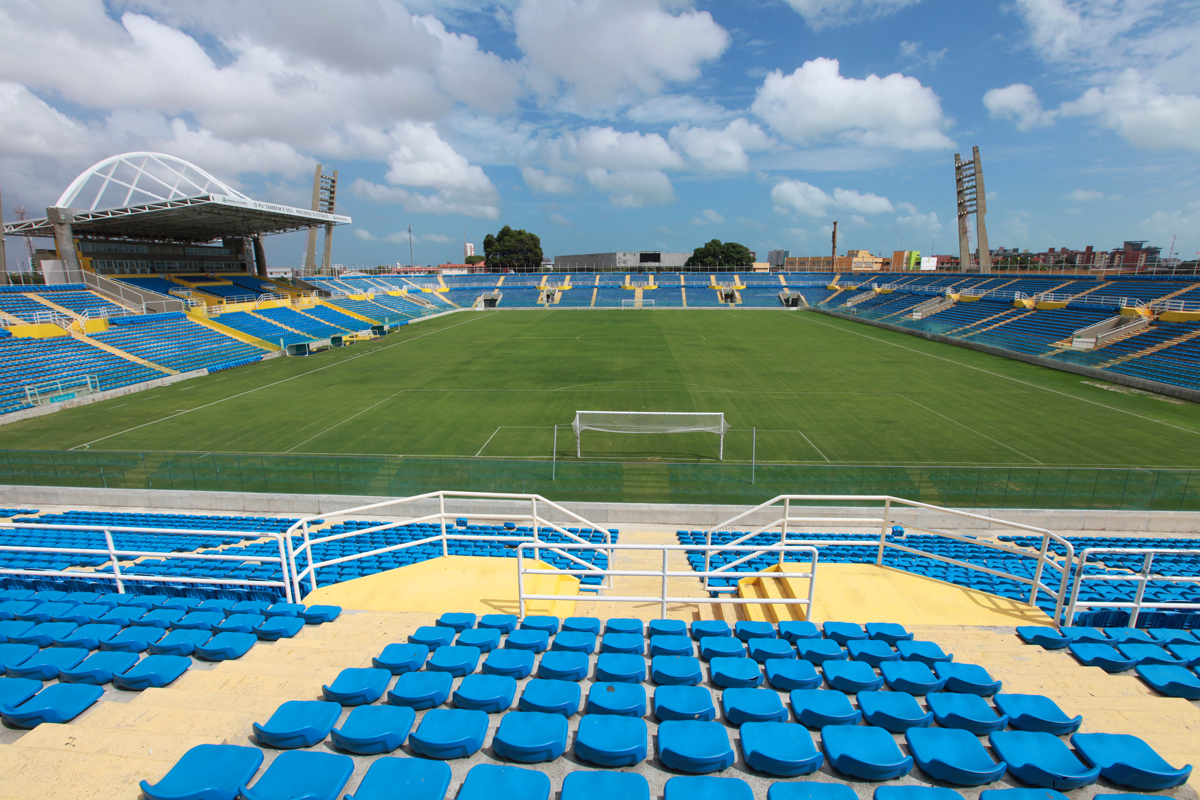
Vue du terrain depuis le virage
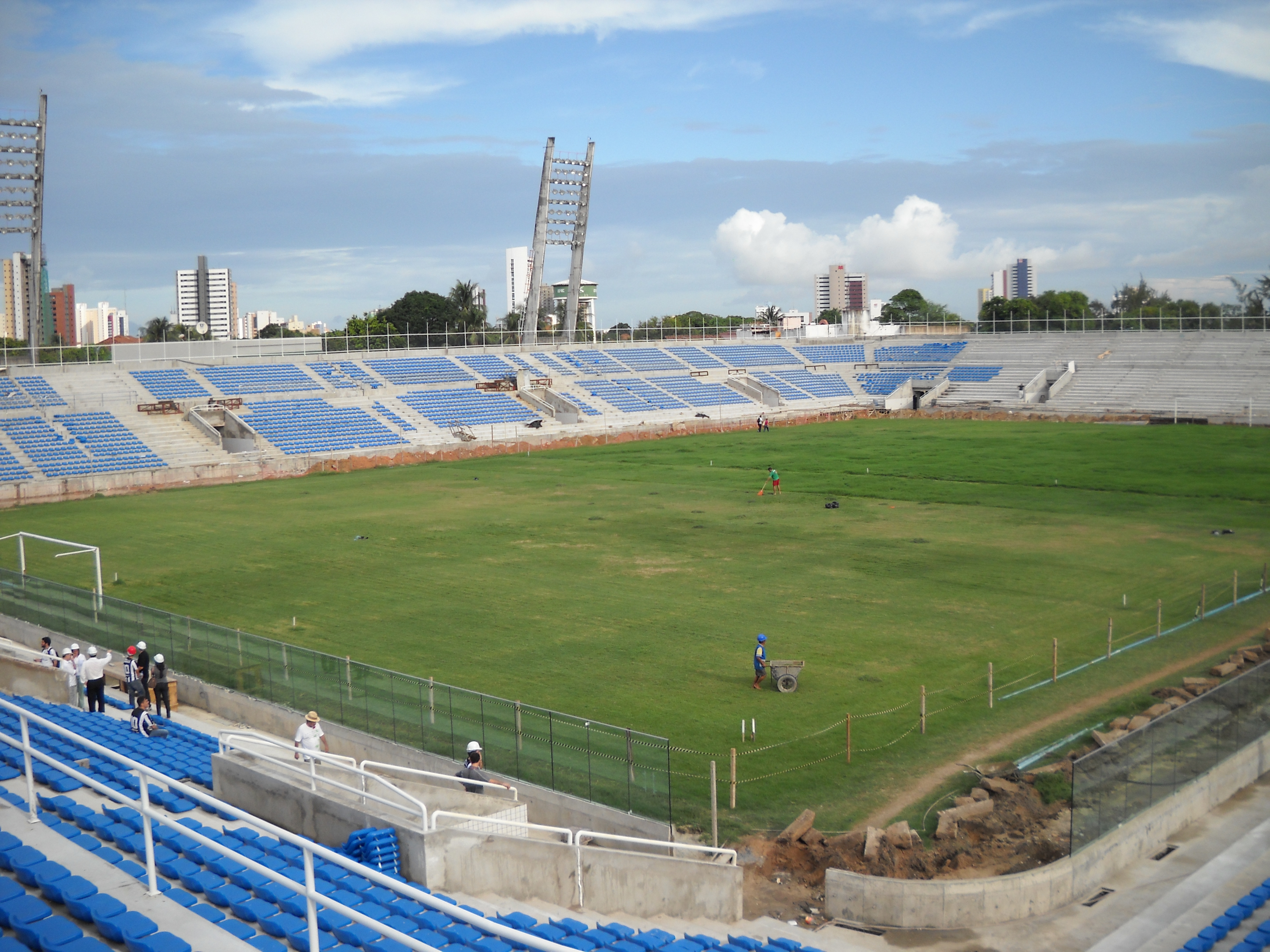
Vue du terrain depuis le quart de virage
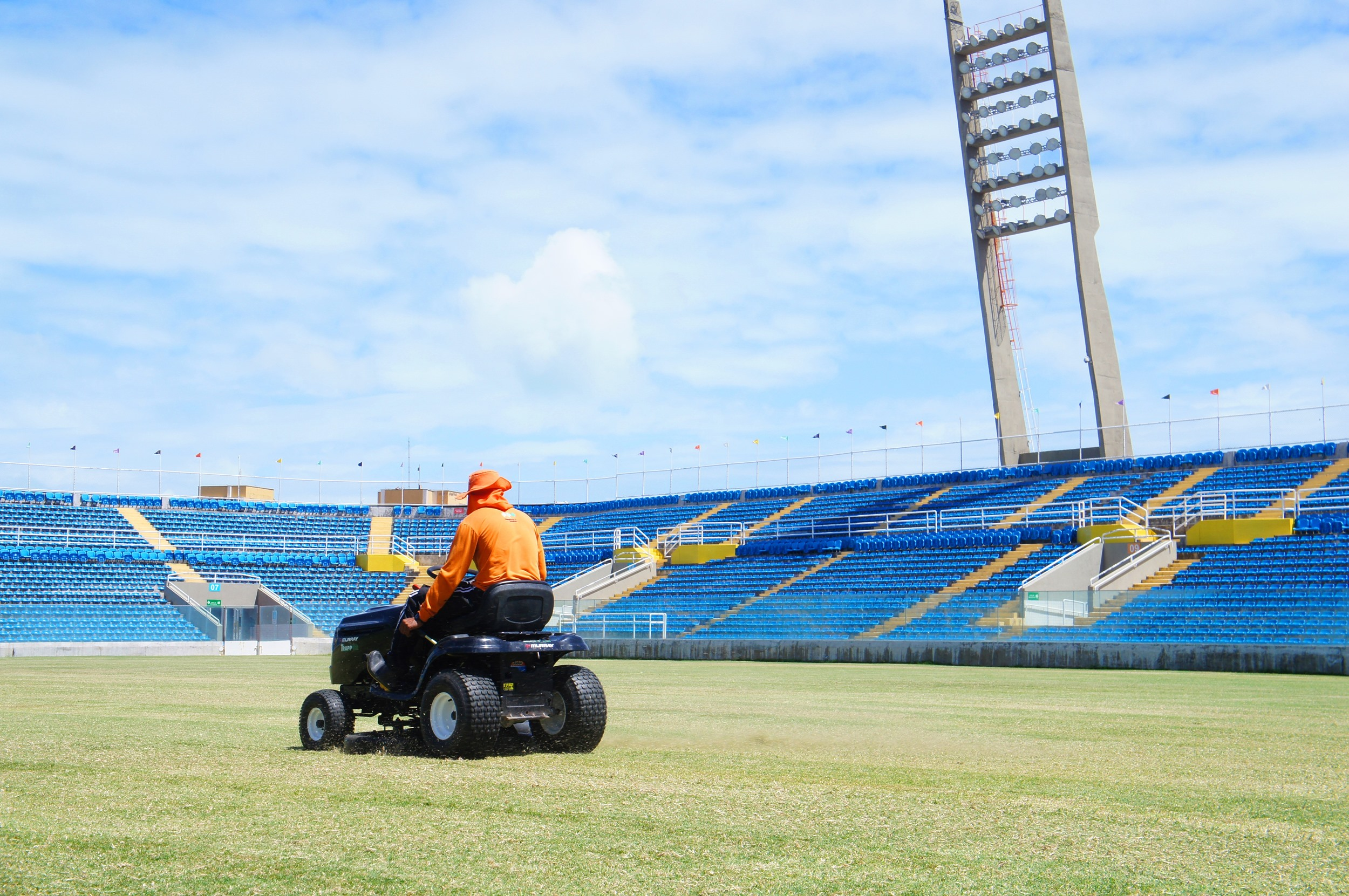
Vue du terrain